# High Salinity Shelf Water
La High Salinity Shelf Water (HSSW) è una massa d’acqua ad elevata salinità che si forma nell’Oceano Meridionale a partire da processi di interazione tra atmosfera e oceano che avvengono lungo la piattaforma continentale dell’Antartide. È considerata la massa d’acqua più densa dell’Oceano Meridionale, e ricopre un ruolo di fondamentale importanza nella formazione dell'acqua di fondo dell'Oceano antartico (abbreviata in AABW, dall'acronimo inglese "Antarctic Bottom Water").

## Processo di formazione
La HSSW si forma durante l’inverno australe nelle aree di polinia, zone libere dai ghiacci in cui la nuova formazione di ghiaccio marino innesca il processo di rilascio di sale in acqua (brine rejection). L’input di sale negli strati d’acqua immediatamente sottostanti porta a un aumento della loro densità, generando così una massa d’acqua densa e ad elevata salinità, la HSSW. 
La High Salinity Shelf Water è una massa d’acqua precorritrice alla Antarctic Bottom Water (AABW); essa, infatti, rappresenta un elemento chiave nel suo processo di formazione. Circa il 25% della AABW viene prodotta nel Mare di Ross, a partire dal mescolamento della HSSW con altre masse d’acqua.

## Formazione delle High Salinity Shelf Water nel Mare di Ross
Lungo la piattaforma continentale del Mare di Ross, la maggior parte della HSSW si forma in due polinie costiere: la polinia lungo il barriera di Ross (RIS Polynya, RISP), e la polinia di Baia Terra Nova (Terra Nova Bay Polynya, TNBP), dove la consistente estrusione di sale in acqua (brine rejection) è indotta da un’intensa formazione di ghiaccio marino durante l'inverno australe. La produzione di ghiaccio nella polinia è regolata da intensi venti catabatici che spingono il ghiaccio fuori dall'area di polinia, liberandola da esso, creando così le condizioni favorevoli alla nuova formazione di ghiaccio e al rilascio di sale in acqua. L’aumento di salinità e il conseguente aumento di densità fanno sprofondare questa nuova massa d’acqua, la High Salinity Shelf Water. Questa, una volta esportata dalla piattaforma continentale, si mescola con un'altra massa d’acqua, l'Acqua profonda circumpolare (Circumpolar Deep Water, CDW), formando l'Acqua di fondo dell'Oceano antartico (AABW).
La HSSW nel Mare di Ross è caratterizzata da una densità neutrale di 28,740 kg/m³ e una temperatura potenziale di -1,92 °C. La sua salinità è maggiore di 34,80 nella polinia di Baia di Terranova (TNBP), e minore di 34,76 nella polinia lungo la barriera di Ross (RISP).
La HSSW che si forma nel Mare di Ross è di particolare interesse poiché cambiamenti nella sua salinità influenzano direttamente le proprietà della AABW, la quale svolge un ruolo fondamentale nell’assorbimento di calore e anidride carbonica, ed è una importante fonte di ossigeno per gli strati più profondi dell’oceano.